# Thiên hoàng Murakami
Thiên hoàng Thôn Thượng (村上天皇 (Thôn Thượng Thiên hoàng) Murakami-tennō, 14 tháng 7 năm 926 – 5 tháng 7 năm 967) là Thiên hoàng thứ 62 của Nhật Bản theo danh sách kế thừa truyền thống. Húy Thành Minh (Nariakira).
Triều đại của Murakami kéo dài từ năm 946 cho đến khi ông chết vào năm 967.

## Tường thuật truyền thống
Trước khi lên ngôi Thiên hoàng, ông có tên cá nhân là Nariakira -shinnō (成明親王, Thành Minh thân vương).
Nariakira -shinnō là con trai thứ 14 của Thiên hoàng Daigo, và em trai của Thiên hoàng Suzaku
Murakami đã có mười bà vợ và họ sinh ra cho ông 19 người con trai và con gái. Ông có một cây đàn tỳ bà kiểu Nhật (biwa) rất đẹp gọi là Kenjō.

## Lên ngôi Thiên hoàng
Ngày 16 tháng 5 năm 946, Thiên hoàng Suzaku thoái vị và em trai mình, thân vương Nariakira tiếp chiếu lên ngôi vua.
Ngày 31 tháng 5 năm 946, Thiên hoàng Murakami chính thức đăng quang, lấy lại niên hiệu của anh làm thành Tengyō (938-947) nguyên niên. Thiên hoàng lên ngôi, ông vẫn duy trì người chú của mình là Fujiwara no Tadahira làm Nhiếp chính (Sessho).
Theo Lịch sử đền Heungboksa (Biên niên sử Kōfukuji) đã ghi lại một quan sát đặc biệt thú vị ở Nara, Nhật Bản, cách ngọn núi Trường Bạch khoảng 1.100 km (680 mi) về phía đông nam:
Vào ngày 3 tháng 11 năm 946, buổi tối, "mưa tro trắng" từ bầu trời phía đông nhẹ nhàng rơi xuống Nhật Bản như tuyết.
"Mưa tro trắng" đó có thể là sự rơi tro trắng từ vụ phun trào núi lửa Bạch Đầu (Baekdu) trong dãy núi Trường Bạch tại lãnh thổ Định An Quốc (đời vua Liệt Vạn Hoa).
Một hồ miệng núi lửa lớn, gọi là hồ Thiên Trì (천지, 天池), đã xuất hiện trong một hõm chảo núi lửa trên đỉnh ngọn Trường Bạch. Hõm chảo được hình thành bởi vụ phun trào VEI 7 "Thiên niên kỷ" hoặc "Tianchi" trong năm 946 này, phun trào khoảng 100-120 km3 (24-29 cu mi) của mạt vụn núi lửa. Đây là một trong những vụ phun trào lớn nhất và dữ dội nhất trong 5.000 năm qua (cùng với vụ phun trào Minoan, vụ phun trào Hatepe của hồ Taupo vào khoảng năm 180, vụ phun trào núi Samalas năm 1257 gần núi Rinjani và vụ phun trào núi Tambora năm 1815). Vụ phun trào, có mạt vụn núi lửa đã được tìm thấy ở khu vực phía nam của Hokkaidō, Nhật Bản và xa tận Greenland, đã phá hủy phần lớn đỉnh núi lửa, để lại một miệng núi lửa ngày nay được lấp đầy bởi Thiên Trì.
Ba tháng sau, Dai Nihon Kokiroku (Nhật ký cũ của Nhật Bản) và Nihon Kiryaku (Biên niên sử Nhật Bản) đều ghi lại một vụ náo động lớn trong cùng một ngày ở phía đông Nhật Bản:
Vào ngày 7 tháng 2 năm 947, có một âm thanh lớn trên bầu trời phía đông giống như "tiếng sấm trống".
"Tiếng sấm trống" đó đã được nghe thấy ở thành phố Kyoto (Nhật Bản), cách núi Trường Bạch khoảng 1.000 km (620 dặm) về phía đông nam. Điều đó chứng tỏ rằng vụ phun trào núi lửa Bạch Đầu (Baekdu) trong dãy núi Trường Bạch tại lãnh thổ Định An Quốc (đời vua Liệt Vạn Hoa) là cực kỳ dữ dội.
Vụ phun trào thiên niên kỷ của núi Trường Bạch trong lãnh thổ Định An Quốc (đời vua Liệt Vạn Hoa) được cho là đã thải ra một khối lượng lớn chất dễ bay hơi vào tầng bình lưu, có khả năng dẫn đến tác động lớn đến khí hậu trên toàn thế giới, mặc dù các nghiên cứu gần đây hơn chỉ ra rằng vụ phun trào thiên niên kỷ của núi lửa Bạch Đầu (Baekdu) trong dãy núi Trường Bạch có thể chỉ giới hạn ở các tác động khí hậu khu vực. Tuy nhiên, có một số hiện tượng bất thường về khí tượng những năm 945 đến năm 948 có thể liên quan đến Vụ phun trào thiên niên kỷ này. Sự kiện được cho là đã gây ra mùa đông núi lửa. Theo Tài liệu khí tượng lịch sử Nhật Bản, do tác động của vu phun trào núi lửa ở dãy núi Trường Bạch thuộc Định An Quốc (đời vua Liệt Vạn Hoa), từ ngày 24 tháng 2 năm 947 đến ngày 23 tháng 4 năm 947 có hiện tượng mùa xuân ấm áp tại Nhật Bản, trong khi mùa xuân tại Nhật Bản bình thường là phải lạnh. Sau đó, ngày 14 tháng 5 năm 947 lại có hiện tượng sương giá và lạnh như mùa đông khắc nghiệt ở Nhật Bản.
Sau khi người chú Fujiwara no Tadahira (Nhiếp chính cho Thiên hoàng Murakami) qua đời năm 949, Thiên hoàng Murakami trực tiếp nắm quyền hành nước Nhật. Thiên hoàng đề cử hai anh em họ Fujiwara là Fujiwara no Saneyori và Fujiwara no Morosuke làm Đại thần (Tả và Hữu) giúp việc cho Thiên hoàng.
Dưới thời Murakami, văn hóa Heian phát triển rất mạnh. Thiên hoàng là một người thổi sáo và biết đánh đàn tỳ bà (biwa) tuyệt vời.
Năm 951, Thiên hoàng cử 5 người biên soạn quyển Gosen Wakashū (Hậu soạn Hòa ca tập), thi tuyển thứ 2 trong 21 chokusenshū ("sắc soạn tập", tức các thi tập được soạn theo sắc lệnh triều đình) sau Kokin Wakashū (Cổ kim Hòa ca tập). Quyển này nguyên là một tuyển tập thơ do 5 nhà thơ Ōnakatomi no Yoshinobu (大中臣能宣, (921-991), Minamoto no Shitagō (源順, 911-983), Kiyohara no Motosuke (清原元輔, 908-990), Sakanoue no Mochiki (坂上望城, ? - ?) và Ki no Tokibumi (紀時文, 922-996) soạn theo lệnh của Thiên hoàng. Quyển này tập hợp 1.426 bài thơ được chia thành 20 phần (hay quyển)
Tháng 10 năm 960, cung điện hoàng gia ở kinh đô bị cháy rụi kể từ khi dời đô từ Nara về đến Heian-kyo trong năm 794.
Ngày 5 tháng 7 năm 967, Thiên hoàng Murakami băng hà ở tuổi 42. Kế nhiệm là Thân vương Norihira (憲平親王) (950-1011) (con trai thứ hai của Murakami), về sau lên ngôi hiệu là Thiên hoàng Reizei

### Kugyō (Công khanh)
- Quan bạch: Fujiwara no Tadahira (藤原忠平): 880-949.[14]
- Thái Chính đại thần: Fujiwara no Tadahira (藤原忠平).[14]
- Tả đại thần: Ono-no Miya Fujiwara no Saneyori (藤原実頼), 900-970.[16]
- Hữu đại thần: Fujiwara no Saneyori (藤原実頼).
- Hữu đại thần: Fujiwara no Morosuke (藤原師輔), 908-960.[14]
- Hữu đại thần: Fujiwara no Akitada (藤原顕忠).
- Hữu đại thần: Minamoto no Taka-akira (源高明).
- Nội đại thần
- Đại nạp ngôn

### Nengō (Niên hiệu)
- Tengyō (938-947)
- Tenryaku (947-957)
- Tentoku (957-961)
- Owa (961-964)
- Koho (964-968)

## Hậu phi ・ Hoàng tử nữ
Trung cung: Fujiwara no Anshi / Yasuko (藤原安子) (927 - 964), con gái của Fujiwara no Morosuke (藤原師輔)
- Hoàng tử (946, mất sớm)
- Nội thân vương Shoshi (承子内親王) (948 - 951)
- Thân vương Norihira (憲平親王) (950 - 1011) (Thiên hoàng Reizei)
- Thân vương Tamehira (為 平 親王) (952 - 1010)
- Nội thân vương Sukeko (輔子内親王) (953 - 992)
- Nội thân vương Shishi (資子内親王) (955 - 1015)
- Thân vương Morihira (守平親王) (959 - 991) (Thiên hoàng En'yū)
- Hoàng nữ (962, mất sớm)
- Nội thân vương Senshi (選子内親王) (964 - 1035)

Nữ ngự: Fujiwara no Jutsushi / Nobuko (藤原述子) (933 - 947), con gái của Fujiwara no Saneyori (藤原実頼)
Nữ ngự: Công chúa Kishi (徽子女王) (929 - 985), con gái cả của Thân vương Shigeakira (重明親王)
- Nội thân vương Kishi / Noriko (規子内親王) (949 - 986), Saiō thứ 34 của Thần cung Ise 975 - 984

Nữ ngự: Công chúa Soshi / Takako (荘子女王) (930-1008), con gái của Thân vương Yoakira (代明親王)
- Nội thân vương Rakushi (楽子内親王) (952-998), Saiō thứ 31 của Thần cung Ise 955-967
- Thân vương Tomohira (具平親王) (964 - 1009), được gọi là Nochi no Chūshoō (後中書王)

Nữ ngự: Fujiwara no Hoshi (藤原芳子), con gái của (? - 967) Fujiwara no Morotada (藤原師尹)
- Thân vương Masahira (昌平 親王) (956 - 961)
- Thân vương Nagahira (永平 親王) (965 - 988)

Canh y: (? - ?) Minamoto no Kazuko (源計子), con gái của Minamoto no Moroakira (源庶明)
- Nội thân vương Rishi (理子内親王) (948 - 960)
- Nội thân vương Seishi (盛子内親王) (? - 998), Kết hôn với Fujwiara no Akimitsu (藤原顕光) năm 965

Canh y: (? - 967) Fujiwara no Masahime (藤原正妃), con gái của Fujiwara no Arihira (藤原在衡)
- Nội thân vương Hoshi (保子内親王) (949 - 987), kết hôn với Fujiwara no Kaneie (藤原兼家)
- Thân vương Munehira (致 平 親王) (951 - 1041)
- Thân vương Akihira (昭平 親王) (954 - 1013)

Canh y: (? - ?) Fujiwara no Sukehime (藤原祐姫), con gái của Fujiwara no Motokata (藤原元方)
- Thân vương Hirohira (広 平 親王) (950 - 971)
- Nội thân vương Shushi (緝子内親王) (? - 970)

Canh y: (? - ?) Fujiwara no Shushi (藤原脩子), con gái của Fujiwara no Asahira (藤原朝成)
Canh y: (? - ?) Fujiwara no Yūjo (藤原有序), con gái của Fujiwara no Arisuke (藤原有相)